# Ostrów Lubelski
Ostrów Lubelski ist eine Kleinstadt im Powiat Lubartowski der Woiwodschaft Lublin in Polen. Sie ist Sitz der gleichnamigen Stadt-und-Land-Gemeinde mit etwa 5300 Einwohnern.

## Gliederung
Zur Stadt-und-Land-Gemeinde (gmina miejsko-wiejska) gehören neben der Stadt Ostrów Lubelski zwölf Ortschaften mit einem Schulzenamt (solectwo).

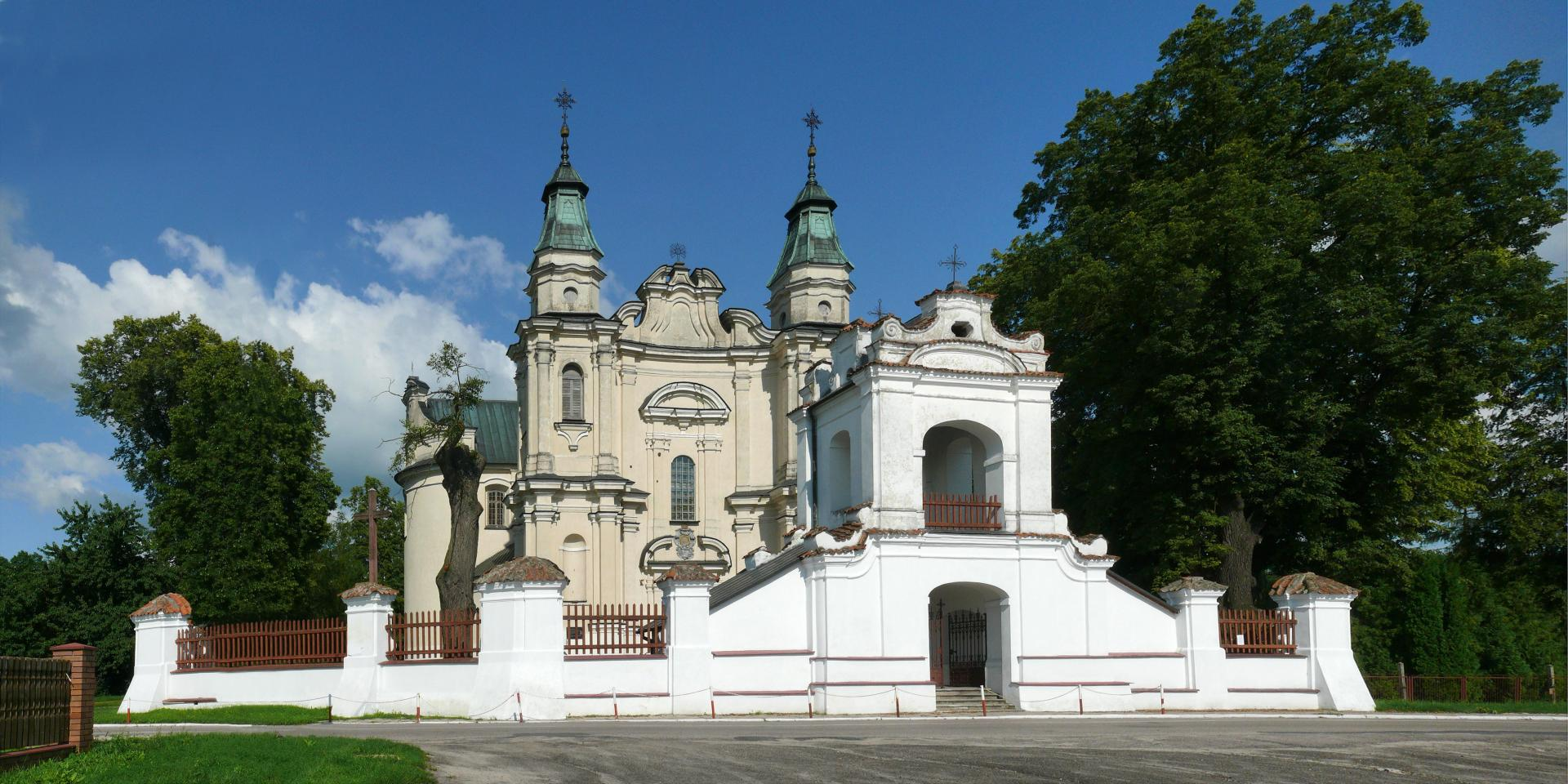
Kirche von 1755